# 先岛陆蛙
先岛陆蛙（学名：Fejervarya sakishimensis）一种分布于日本琉球群岛南部和台湾岛东部等地区的两栖动物，隶属于叉舌蛙科陆蛙属。

## 形态特征
先岛陆蛙雄蛙体长49～69毫米，雌蛙45～56毫米。身体背部粗糙，呈浅灰棕色，背中有一条白色窄纵纹从吻端一直延伸到肛门处；上唇缘有深色纵纹，四肢背面有宽且不完整深棕色横纹；腹部光滑，为白色，雄蛙喉部有一“M”形深灰色斑块。